# Маккензі-Пасс
Маккензі-Пасс (перевал Маккензі, висота 1626 м)  — гірський перевал у Каскадних горах в центральному Орегоні (США). 
Він розташований на кордоні графств Линн і Дешутс,  приблизно  40 км на північний захід від Бенда,  між Трьома сестрами на півдні та горою Вашингтон на півночі. Дорога Oregon Route 242 проходить через перевал. 
На вершині перевалу  дорога Oregon Route 242 перетинає 170 км2 лавовий потік на захід від Сестер. Оточена лавою обсерваторія Ді-Райт була побудована в 1935 році працівниками Корпусу цивільної охорони природи та названа на честь свого керівника. Відвідувачі піднімаються до обсерваторії, щоб побачити вершини Каскадних гір, які видно з перевалу Маккензі. Також неподалік від вершини розташоване озеро Клір-Лейк, відоме місце для дайвінгу у прісній воді.
Шосе 242 не рекомендується для великих вантажівок, трейлерів або будинків на колесах через численні вузькі перемикання. Перевал закритий з листопада по липень через сніг.
Перевал названий на честь Дональда Маккензі, шотландсько-канадського торгівця хутром, який досліджував частину тихоокеанського північного заходу для Pacific Fur Company на початку 19 ст.  

## Підготовка космонавтів
У період з 1964 по 1966 роки частина центрального Орегону використовувалася як полігон для підготовки астронавтів Аполлона. Астронавти тренувалися ходити по місцевості, схожій на поверхню Місяця. У серпні 1964 року Волтер Каннінгем боровся з потоком лави на перевалі Маккензі, де зрештою впав і розірвав свій скафандр. Каннінгем пілотував місячний модуль на Аполлоні-7 у 1968 році.

## зовнішні посилання
- Джеральд В. Вільямс, McKenzie Pass в Орегонській енциклопедії